# Maik Gosdzinski
Maik Gosdzinski (* 18. Dezember 1980 in Rahden/Westfalen) ist ein deutscher Gospel-Musiker, Pianist, Sänger, Komponist und Popkantor.

## Biografie

### Ausbildung und Studium
Von 1997 bis 1999 absolvierte Gosdzinski in den evangelischen Kirchenkreisen Lübbecke und Vlotho die C-Ausbildung zum Kirchenmusiker (Chorleitung und Orgeldienst), die er mit dem C-Examen der Evangelischen Kirche von Westfalen abschloss. Nach dem Abitur studierte er Evangelische Theologie an der Kirchlichen Hochschule Bethel in Bielefeld (von 2000 bis 2003) sowie an der Theologischen Fakultät der Universität Leipzig (von 2003 bis 2008). Von 2010 bis 2012 folgte ein Aufbau-Studium in Form der Weiterbildung „Popularmusik in der Kirche“ an der Hochschule für Kirchenmusik Dresden. 

### Kirchenmusik
Von 1999 bis 2003 war Gosdzinski Kantor der Ev.-Luth. Kirchengemeinde Gestringen-Alswede. Von 2005 bis 2008 war er als Organist der Ev.-Luth. Kirchgemeinde Probstheida-Störmthal-Wachau tätig. Seit 2008 ist er Kantor der Ev.-Luth. Schwesterkirchgemeinden Großpösna, Seifertshain, Fuchshain, Kleinpösna (seit 2020 Ev.-Luth. Kirchgemeinde Pösaue, seit 1. Januar 2021 Teil des Ev.-Luth. Kirchspiels Muldental).

### Chorleitung, Ensembles und Workshops
Seit 1996 ist Gosdzinski als Leiter verschiedener Chöre und Ensembles aktiv. Darüber hinaus gibt er seit 1999 Gospel-Workshops im In- und Ausland.
Im Jahr 2009 übernahm er die Kantorei (Kirchenchor) Großpösna (Kirchspiel Muldental), die er bis heute leitet. Von 2011 bis 2013 war er Leiter des Gospelchores Gospeltrain Leipzig der kath. Pfarrei Laurentius in Leipzig-Reudnitz. Unter dem Künstlernamen Dr. Maik war er von 2012 bis 2016 Organist und Bandleader der Leipziger Jazz-Band Dr. Maik & His Soultraders. 
Mit seinem 2013 gegründeten Konzertchor Gospel Changes beschreitet Gosdzinski als Musiker und Chorleiter immer wieder neue Wege. 2020 wurde das Album Pilgrim Journey veröffentlicht, auf dem zahlreiche Eigenkompositionen Gosdzinskis zu hören sind und an dem namhafte Künstler der deutschen und internationalen Musikwelt mitwirkten, u. a. Helmut Jost, Hanjo Gäbler, Chris Lass und Rabih Lahoud.
Seit 2022 tritt Gosdzinski zusammen mit Anna Heß unter dem Namen voice2souls auf. Zum Repertoire des Duos zählen Gospel, Soul und Pop.

### Sonstiges
Von September 2018 bis Februar 2023 war Gosdzinski im Verband Deutscher Konzertchöre (VDKC) Präsidiumsmitglied des Landesverbandes Sachsen/Sachsen-Anhalt/Thüringen.

## Diskografie
- Gospeltrain Leipzig: Gospel Changes (Hope Music 2013).[11]
- Gospel Changes: Pilgrim Journey (Lœwenzahn, R.U.M. Records 2020).[12]